# Бихівський район
Бихівський район — адміністративна одиниця Білорусі, Могильовська область. Територію району перетинають Білоруська залізниця та автомобільні траси Могильов — Гомель і Могильов — Бобруйськ.

## Географія
Річки: Ухлясть.
Загальна територія Бихівського району становить 226316 гектарів, в тому числі:
- Землі сільськогосподарського призначення — 95,9 тис. га;
- Площа водоймищ, річок 4878 — га;
- Лісові масиви 101 285 — га;
- Землі запасу 11749 — га.

## Відомі особистості
- Стральцов Борис Васильович (1926—2009) — білоруський письменник, журналіст.
- Носович Іван Іванович (1788—1877) — білоруський мовознавець, етнограф, фольклорист.